# تیوکسبری
latitudeتیوکسبریlongitudeتیوکسبری
تیوکسبری (به انگلیسی: Tewkesbury) (‎/ˈtjuːksbəri/‎ TEWKS-bər-ee) یک شهرک در بریتانیا است که در گلاسترشر واقع شده‌است.

## خصوصیات
تیوکسبری ۱۰٬۷۰۴ نفر جمعیت دارد.